# Karoševina
Karoševina (Servisch cyrillisch Карошевина) is een plaats in de Servische gemeente Prijepolje. De plaats telt 199 inwoners (2002).